# Lorenzo Valla
Lorenzo Valla (Roma, 1405 o 1407 – Roma, 1 d'agost de 1457), filòsof i humanista italià. Va destacar per la seva crítica a molts estaments corruptes de l'Església.
És conegut especialment pel seu llibre De falso credita et ementita Constantini Donatione declamatio (La falsa i inventada donació de Constantí, 1439-1440), en què desemmascara la falsa pretensió que el poder terrenal de l'Església es basava en una hipotètica donació de la part occidental de l'Imperi Romà per part de l'Emperador Constantí.
En atacar les tradicions medievals del cristianisme es pot considerar com un precursor de la reforma protestant. És una de les figures que millor representa el Quattrocento italià.

## Joventut
Els seus pares eren de Piacenza (el pare era l'advocat Luca della Vallea). Va rebre la seva primera educació a Roma i després a Florència, prenent lliçons d'eminents mestres com Leonardo Bruni i Giovanni Aurispa, dels qui aprengué grec.
A Florència va escriure el llibre De comparatione Ciceronis Quintilianique (Confrontació entre Ciceró i Quintilià) en què va elogiar el llatí de Quintilià enfront del ciceronià, anant així contra corrent i mostrant ja en aquest primer escrit el seu gust per la provocació.
El 1431 va esdevenir prelat i, després d'haver intentat inútilment d'obtenir el càrrec de secretari apostòlic a Roma, se'n tornà a Piacenza.

## El període de Pavia
D'allí anà a Pavia, ciutat en què obté la càtedra d'eloqüència i on roman fins al 1433. Aquests anys foren fonamentals per a ell. La ciutat era un centre cultural viu i Valla pogué aprofundir els seus coneixements jurídics, observant d'altra banda l'eficàcia del procediment d'anàlisi crítica dels textos, que l'Estudi de Pavia aplicava amb rigor.
A Pavia Valla adquirí una gran reputació amb el diàleg De Voluptate (El plaer), en què s'oposa fermament a la moral estoica (estoïcisme) i a l'ascetisme medieval. Defensa la idea que és possible conciliar el cristianisme, reconduït als seu sentit original, amb l'hedonisme, recuperant així el sentit del pensament d'Epicur i de Lucreci, que havien subratllat que total la vida de l'home està enfocada al plaer, entès no com a instintiu sinó com a càlcul dels avantatges i desavantatges consegüents a cada acció. Al concloure el diàleg, Valla subratlla, això no obstant, com a suprem plaer per l'home la recerca espiritual i la fe en Déu.
Es tracta d'un escrit rellevant, perquè, per primera vegada, una tendència filosòfica que havia quedat confinada en l'àmbit del paganisme troba la seva expressió en una obra de nivell universitari i de valor filosòfic, donant-se-li nou valor a la llum del pensament cristià. Les polèmiques que van derivar-se'n, però, van obligar Valla a deixar Pavia.

## El període napolità
Des d'aleshores, va passar d'una universitat a una altra, acceptant breus encàrrecs i donant lliçons en diverses ciutats. Durant aquest període va conèixer el rei Alfons el Magnànim, al servei del qual va entrar el 1435 fins al 1447. Alfons el feu el seu secretari i el defensà dels seus enemics, encoratjant-lo a obrir una escola a Nàpols.
El 1439, durant el pontificat d'Eugeni IV, publicà un breu text, el De falso credito el ementita Constantini donatione. Valla, amb arguments històrics i filològics, hi demostra la falsedat de la Donació de Constantí, document apòcrif sobre la base del qual l'Església justificava la seva aspiració al poder temporal: segons aquest document, de fet, hauria estat el mateix emperador Constantí qui, al transferir la seu de l'imperi a Constantinoble, hauria deixat a l'Església el territori que restava de l'Imperi Romà, configurant-se així els Estats Pontificis. Avui dia se sap que es tracta d'un escrit del segle viii o ix.
Demostrà, a més, que la carta a Abgar atribuïda a Crist era una falsificació, aixecà dubtes sobre l'autenticitat d'altres documents espuris i posà en discussió la utilitat de la vida monàstica, acusant-la d'hipocresia, a De professione religiorum, el que suscità la ira de les altes jerarquies eclesiàstiques. Fou obligat a comparèixer davant el tribunal de la Inquisició. Hi va reeixir de sostreure's de les acusacions gràcies a la intervenció d'Alfons el Magnànim.
El 1444 visità novament Roma, on tenia encara molts i potents adversaris. Reeixí a salvar-se de la mort disfressant-se i fugint a Barcelona, d'on va retornar cap a Nàpols.
Encara del 1444 és el seu tractat De elegantiis linguae latinae (Les elegàncies de la llengua llatina), publicat pòstumament el 1471. Aquest constitueix una de les fonts d'inspiració del Liber Elegantiarum (Llibre de les Elegàncies), del valencià Joan Esteve, notari i curial a la cort reial de Nàpols, que constitueix el primer diccionari català i segurament el primer diccionari d'una llengua romànica. En les Elegantiae, Valla recull una sèrie extraordinària de passatges de les obres dels més cèlebres escriptors llatins (Virgili, Ciceró, Titus Livi), de l'estudi dels quals, sosté Valla, resulta necessari codificar els cànons lingüístics i retòrics de la llengua llatina. El text constitueix la base científica del moviment humanista entossudit a reformar el llatí cristià sobre l'estil ciceronià.
Durant el 1446 i el 1447 escriu les Emendationes sex librorum Titi Livi en les quals discuteix amb la seva brillant i càustica forma d'escriure correccions als llibres 21 al 26 de Titus Livi, en oposició a dos altres intel·lectuals de la cort napolitana, el Panormita i Facio, que no tenien el seu bagatge filològic.
Va mantenir dures i agres disputes i confrontacions amb un altre rellevant humanista italià, Poggio Bracciolini. La vituperatio personal entre ambdós humanistes es conté, bàsicament, en els Apòlegs de Valla i en les Invectives de Poggio, escrites entre els anys 1451 i 1454.

## La darrera fase
El febrer de 1447, amb la mort del papa Eugeni IV, la seva sort començà a millorar. Retornà a Roma, on fou rebut pel nou Papa Nicolau V, que el nomenà secretari apostòlic, i a partir del 1450 assumí el càrrec, més adient per ell, de professor de retòrica.
Al Vaticà mantingué, això no obstant, el seu esperit càustic i començà a ridiculitzar el llatí de la Vulgata, confrontant-lo amb l'original grec i menystenint el rol de traductor de Sant Jeroni, acusà Sant Agustí d'heretgia i jutjà espúria la correspondència entre Sèneca i Sant Pau. En el papat de Calixt III, Valla assolí el cimal de la seva carrera, quan va esdevenir secretari apostòlic.
No és segur si va ser sacerdot, tot i tenir prebendes de l'església. Mai no es va casar, però tenia tres fills amb la seva amistançada. Morí a Roma l'1 d'agost de 1457.

## Traduccions al català
- La falsa i inventada donació de Constantí Traducció d'Alejandro Coroleu. Martorell: Adesiara, 2012.